# Colchicum montanum
Colchicum montanum är en tidlöseväxtart som beskrevs av Carl von Linné.
Colchicum montanum ingår i släktet tidlösor och familjen tidlöseväxter. Inga underarter finns listade i Catalogue of Life.

## Bildgalleri

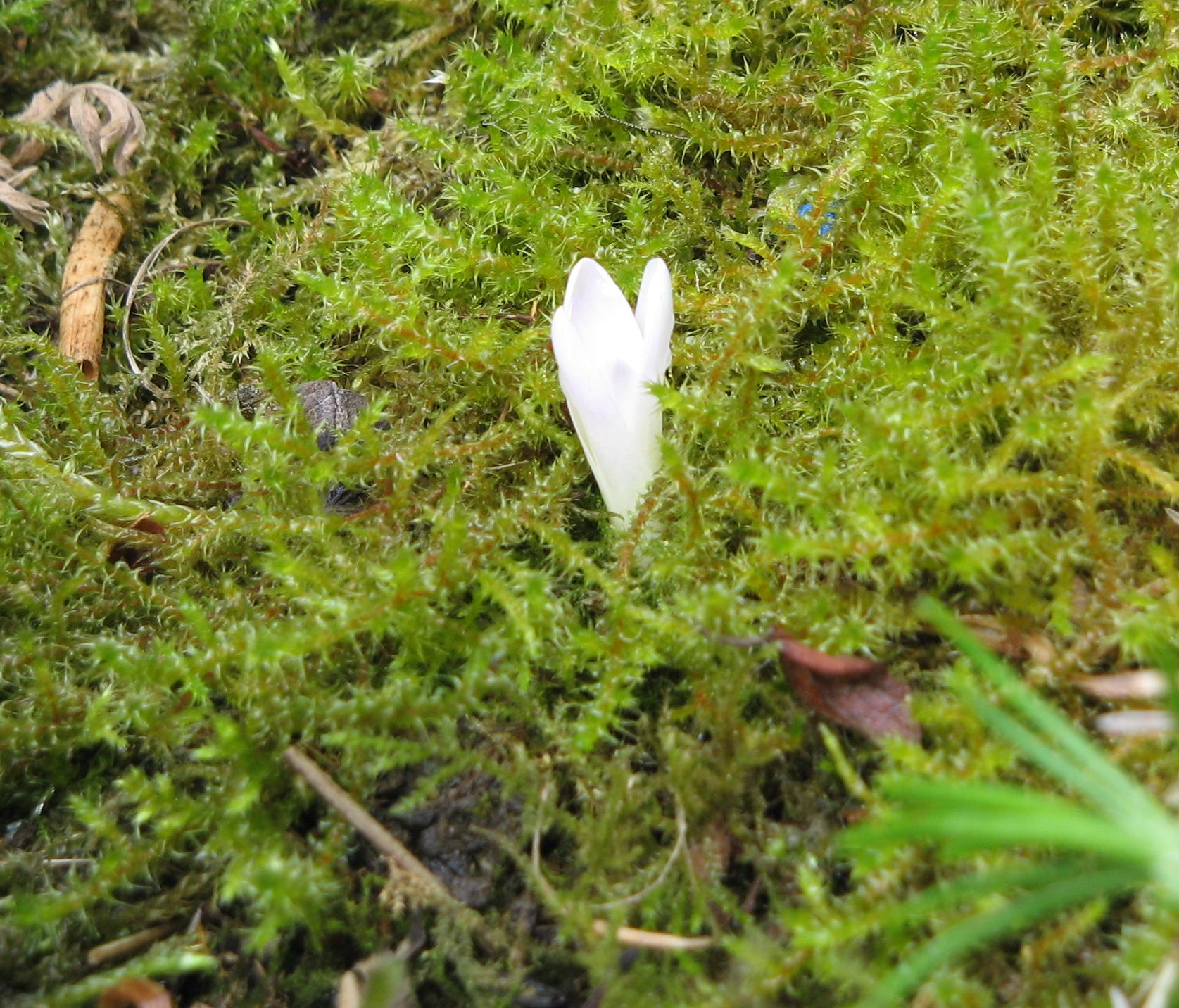
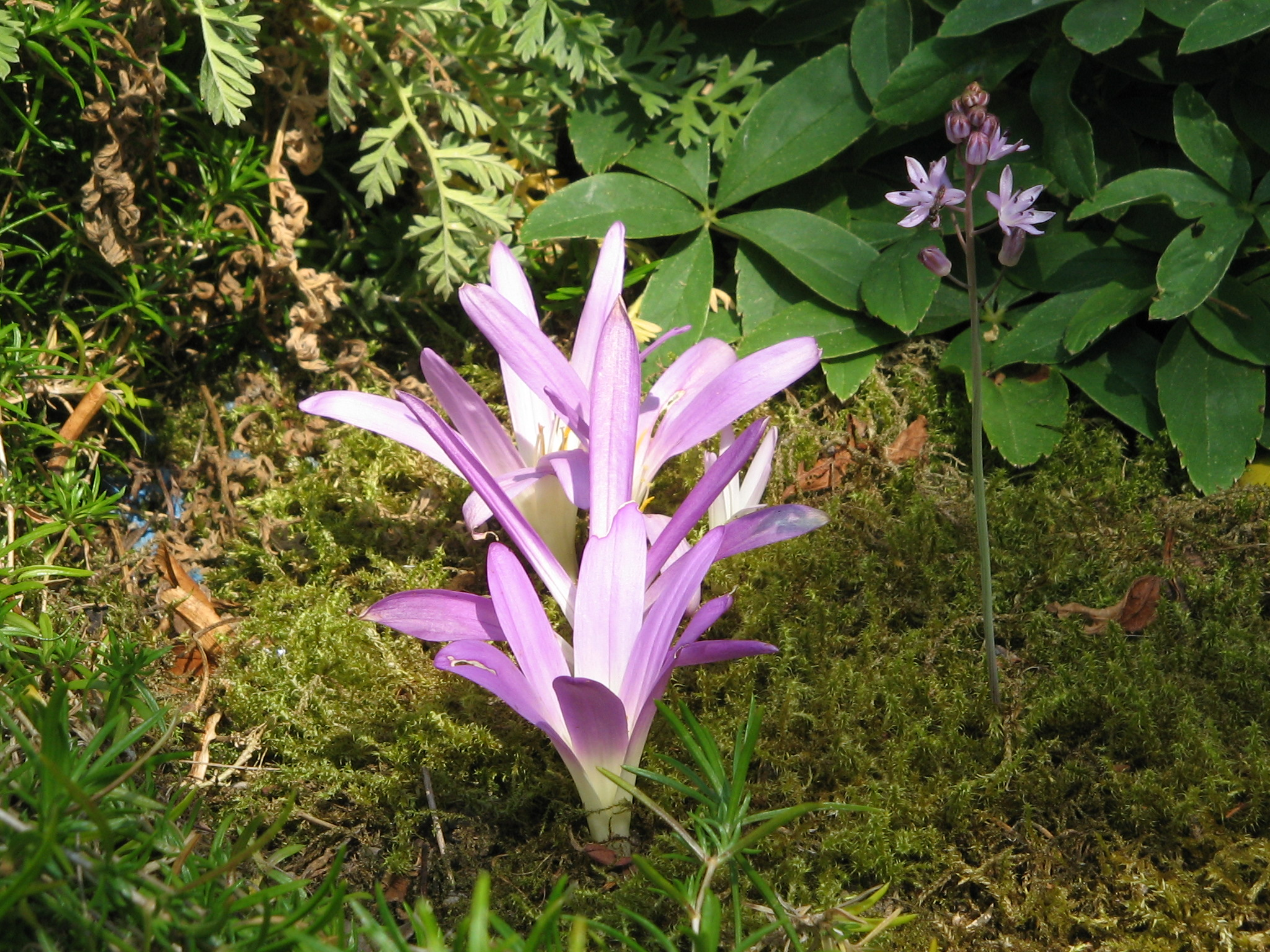
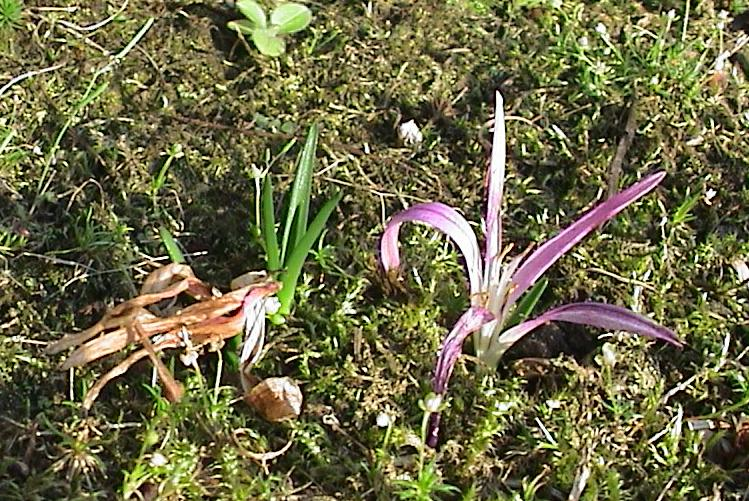
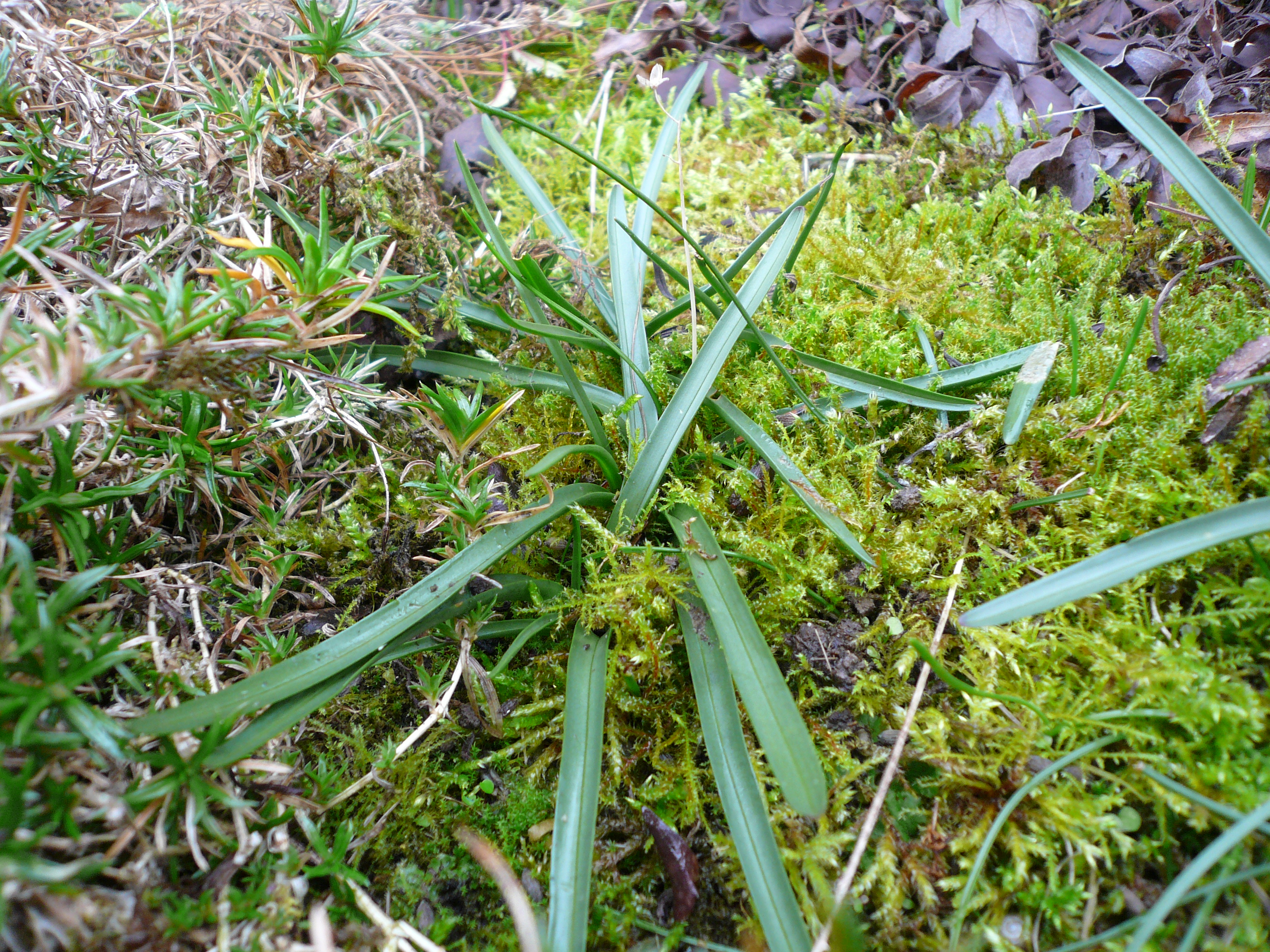
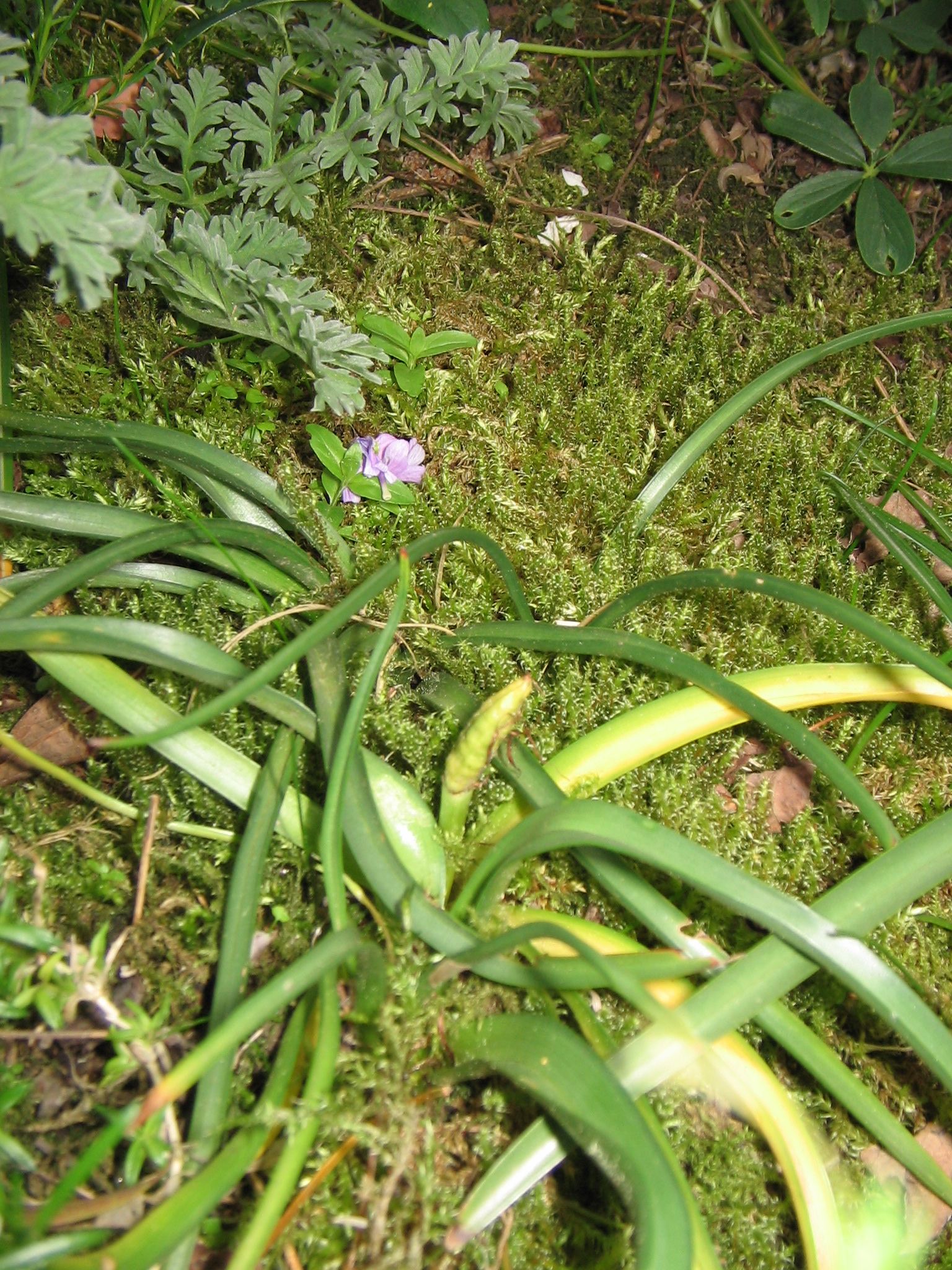
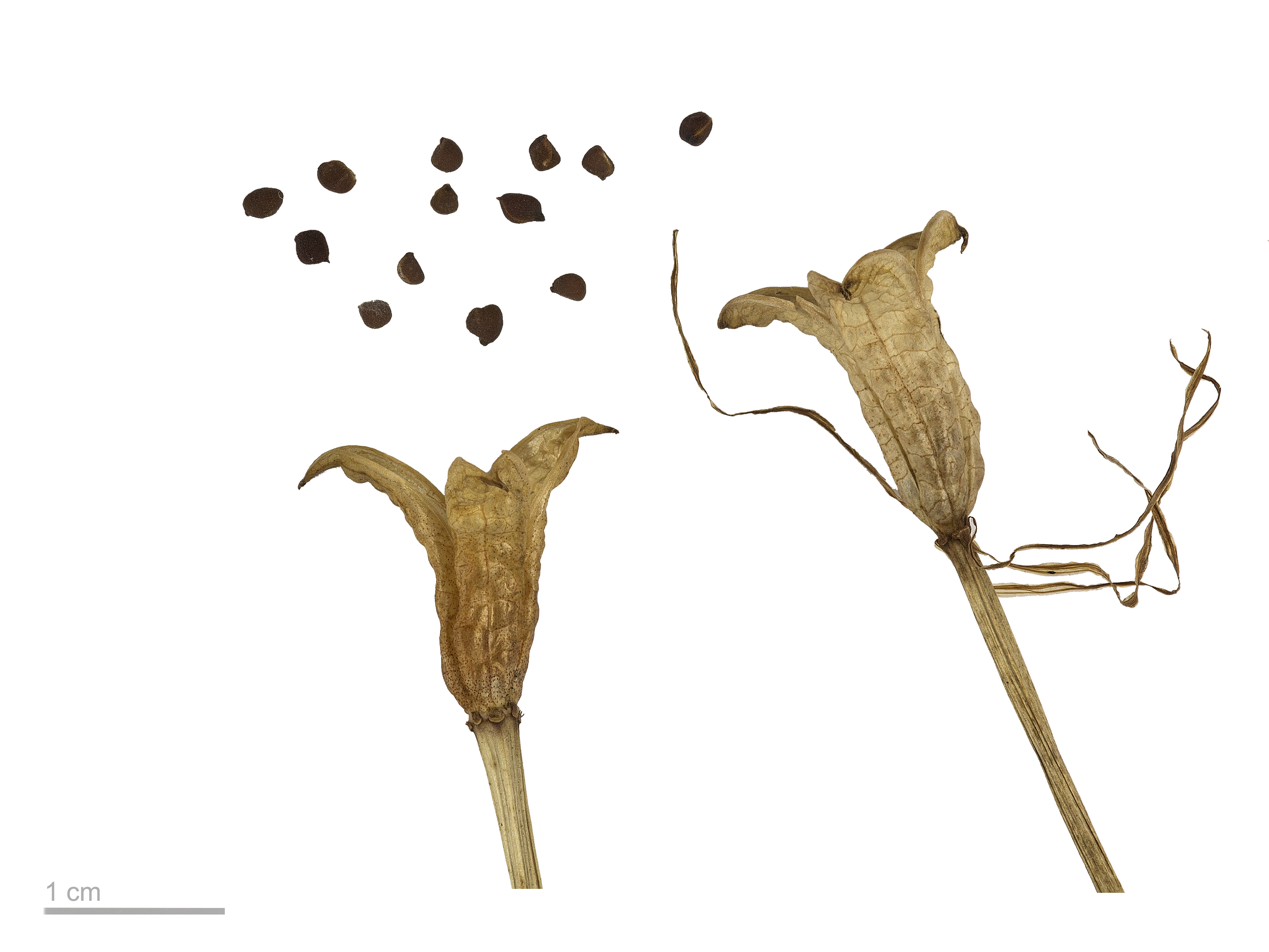
Colchicum montanum - Museum specimen